# رولف بيوركلاند (راكب الكنو)
رولف بيوركلاند (بالفنلندية: Rolf Björklund)‏ هو راكب الكنو فنلندي، ولد في 8 مايو 1937.

## وصلات خارجية
- رولف بيوركلاند على موقع أوليمبيديا (الإنجليزية)